# Безсмертний (фільм, 2022)
Безсмертний — фінський фільм режисера Ярмарі Хеландера з Йормою Томміла і Акселем Хенні в головних ролях. Його прем'єра відбулася у вересні 2022 року на кінофестивалі у Торонто. 28 квітня 2023 року картина вийде у міжнародний прокат.

## Сюжет
Дія фільму відбувається у 1944 році в Лапландії. Головний герой — фінський золотошукач, який випадково стикається із загоном нацистів.

## В ролях
- Йорма Томміла
- Аксель Хенні
- Джек Дулан
- Мімоса Вілламо
- Онні Томміла
- Артту Капулайнен
- Тату Сінісало
- Вінсент Віллестранд

## Прем'єра та сприйняття
Прем'єра фільму відбулася у вересні 2022 року на кінофестивалі у Торонто. 28 квітня 2023 року він вийде у міжнародний прокат.